# シティートレイン
シティートレイン（英語: Citytrain）は、オーストラリア・クイーンズランド州南東部の州都ブリスベンを中心とする都市圏で旅客鉄道事業を行っているクイーンズランド鉄道 (QR) の部門、およびその列車である。

## 概要

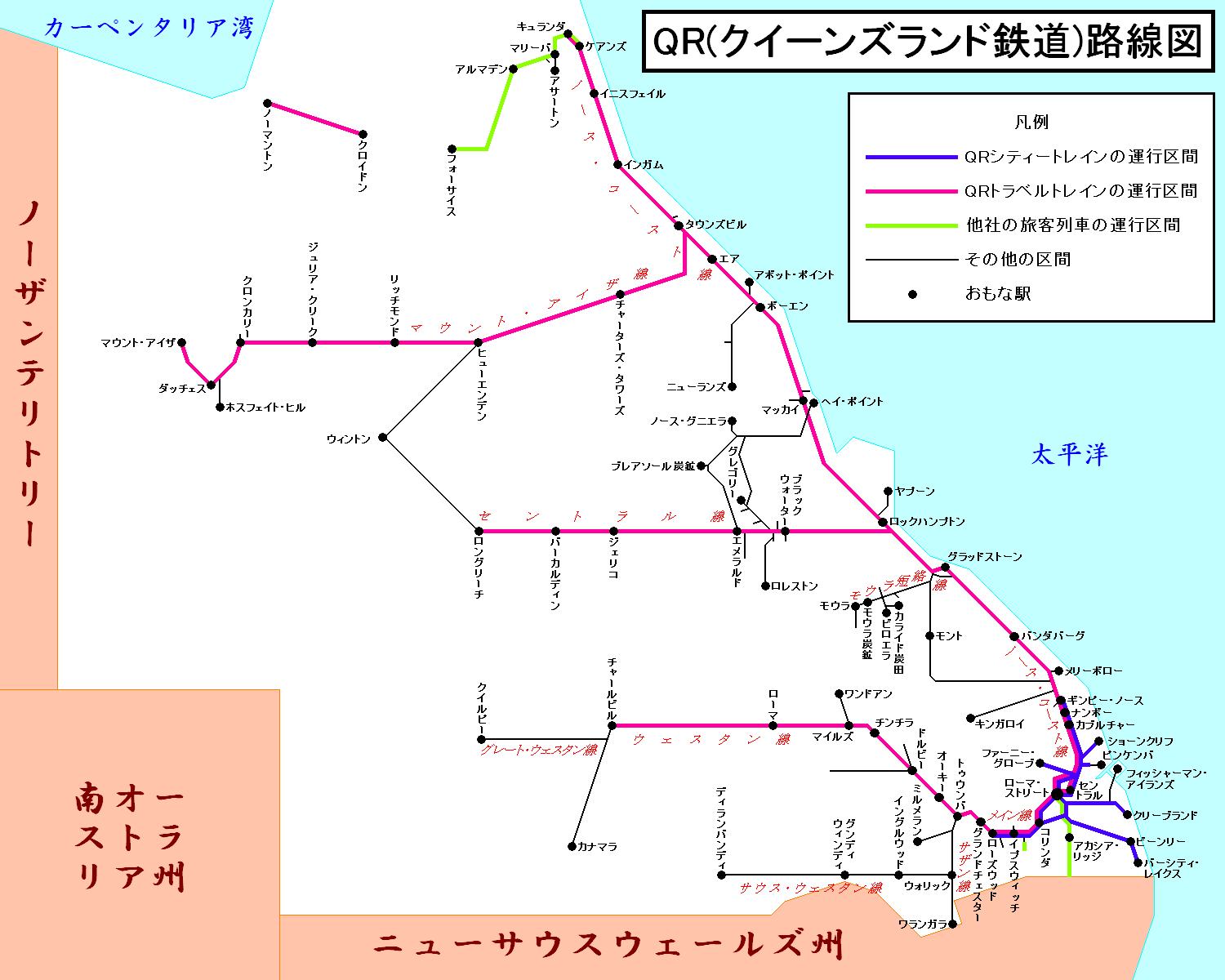
QR路線図: シティートレインはQRの路線網の南東部で運行されている。（画像の青線部分）

シティートレインが運行する路線延長は約300kmで143個の駅がある。QRの線路を走行し、運行エリアはブリスベン市 (en:Brisbane City Council) のセントラル駅を中心として、北に173kmのギンピー市 (en:Gympie Regional Council) のギンピー・ノース駅まで、西に57kmのイプスウィッチ市  のローズウッド駅まで、南に89kmのゴールドコースト市 のバーシティ・レイクス駅まで広がっている。このうちビーンリー線の支線系統であるイーロンピリー駅 - コリンダ駅間とサンシャイン・コースト線のカブルチャー駅 - ギンピー・ノース駅間を除いて平日の日中で毎時1本以上の列車を運行しており、各系統が重複する都心部のローマ・ストリート駅 - ボーエン・ヒルズ駅間では毎時10本となる。

## 運行系統
シティートレインの運行系統はブリスベンを中心に四方八方に広がっている。郊外から都心にやって来た上り列車の多くは、都心で折り返さずに反対側の別の系統に下り列車として直通運転する。同じ色のラインカラーを使用している系統に直通するものが多いが、そうでないイレギュラーな列車も存在する。

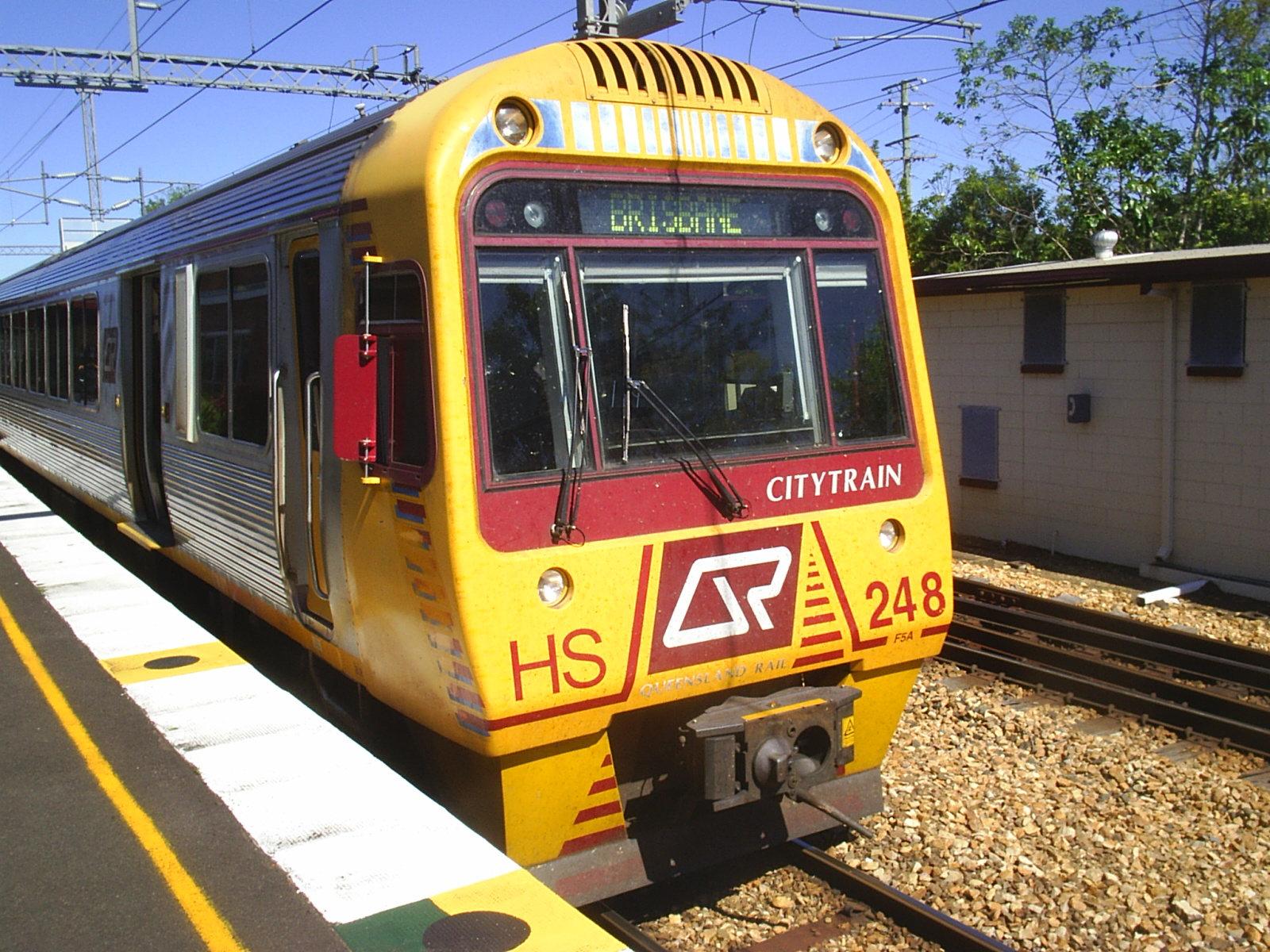
シティートレインの列車

| 運行系統名               | 運行区間                                                        | 運転日                     | ラインカラー |
| ------------------------ | --------------------------------------------------------------- | -------------------------- | ------------ |
| イプスウィッチ線         | セントラル駅 - イプスウィッチ駅                                 | 毎日運転                   | ■緑色        |
| ローズウッド線           | イプスウィッチ駅 - ローズウッド駅                               | 毎日運転                   | ■緑色        |
| カブルチャー線           | セントラル駅 - カブルチャー駅                                   | 毎日運転                   | ■緑色        |
| サンシャイン・コースト線 | セントラル駅 - カブルチャー駅 - ナンボー駅 - ギンピー・ノース駅 | 毎日運転                   | ■緑色        |
| ビーンリー線             | セントラル駅 - ビーンリー駅                                     | 毎日運転                   | ■赤色        |
| ビーンリー線             | （支線）イーロンピリー駅 - コリンダ駅                           | 平日運転（土曜・休日運休） | ■赤色        |
| ゴールドコースト線       | セントラル駅 - ビーンリー駅 - バーシティ・レイクス駅            | 毎日運転                   | ■金色        |
| ファーニー・グローブ線   | セントラル駅 - ファーニー・グローブ駅                           | 毎日運転                   | ■赤色        |
| エアポート線             | セントラル駅 - （>エアトレイン直通）                            | 毎日運転                   | ■金色        |
| クリーブランド線         | セントラル駅 - クリーブランド駅                                 | 毎日運転                   | ■紫色        |
| ドゥーンベン線           | セントラル駅 - ドゥーンベン駅                                   | 平日・土曜運転（休日運休） | ■紫色        |
| ショーンクリフ線         | セントラル駅 - ショーンクリフ駅                                 | 毎日運転                   | ■青色        |
| エキシビション線         | セントラル駅 - エキシビション駅 - セントラル駅                  | イベント開催期間のみ運転   | ■灰色        |

### イプスウィッチ線およびローズウッド線
イプスウィッチ線 (Ipswich Line) はブリスベン市のセントラル駅からQRメイン線の線路を経由して西方のイプスウィッチ市のイプスウィッチ駅に至る38.7kmの系統である。ラインカラーは緑色。都心側はボーエン・ヒルズ駅を始終着とする列車があるほか、多くの列車が カブルチャー線やショーンクリフ線と直通する。郊外側はイプスウィッチ駅またはコリンダ駅を始終着とする列車が多いほか、ローズウッド線と直通する列車もある。日中の運転間隔は、平日のセントラル駅 - コリンダ駅間が15分間隔、それ以外が30分間隔である。
ローズウッド線 (Rosewood Line) は西方のイプスウィッチ市のイプスウィッチ駅からQRメイン線の線路を経由して同市のローズウッド駅に至る18.3kmの系統である。ラインカラーは緑色。都心側は大半の列車がイプスウィッチ駅を始終着（都心方面はイプスウィッチ線と乗り換え）とするが、イプスウィッチ線と直通する列車もある。郊外側は全列車がローズウッド駅始終着である。日中の運転間隔は1時間間隔である。
駅一覧
(ボーエン・ヒルズ駅 - フォーティテュード・ヴァリー駅 - ) セントラル駅 - ローマ・ストリート駅 - ミルトン駅 - オーチェンフラワー駅 - トゥーオング駅 - タリンガ駅 -インドローピリー駅 - Chelmer - Graceville - Sherwood - コリンダ駅 - オクスレイ駅 - ダラ駅 - ワコール駅 - Gailes - Goodna - レッドバンク駅 - リバービュー駅 - Dinmore - Ebbw Vale - Bundamba - Booval - イースト・イプスウィッチ駅 - イプスウィッチ駅 - トーマス・ストリート駅 - Wulkuraka - Karrabin - Walloon - Thagoona - ローズウッド駅
※イプスウィッチ線はイプスウィッチ駅まで。ローズウッド線はイプスウィッチ駅 - ローズウッド駅間。
ローズウッド駅の先にもQRメイン線の線路は続いているがシティートレインの定期列車は運行されていない。

### カブルチャー線およびサンシャイン・コースト線
カブルチャー線 (Caboolture Line) はブリスベン市のセントラル駅からQRノース・コースト線の線路を経由して北方のモートン・ベイ市 (en:Moreton Bay Region) のカブルチャー駅に至る49.6kmの系統である。ラインカラーは緑色。都心側はローマ・ストリート駅を始終着とする列車があるほか、多くの列車がイプスウィッチ線と直通する。郊外側は大半の列車がカブルチャー駅始終着である。日中の運転間隔は30分間隔である。
サンシャイン・コースト線 (Sunshine Coast Line) はブリスベン市のセントラル駅からQRノース・コースト線の線路を経由して北方のギンピー市のギンピー・ノース駅に至る172.9kmの系統である。ラインカラーは緑色。カブルチャー線と重複する区間は急行運転を行う。都心側は大半の列車がローマ・ストリート駅を始終着とするが、カブルチャー駅始終着（都心方面はカブルチャー線と乗り換え）の列車もある。郊外側は大半の列車がナンボー駅を始終着とし、ナンボー駅より北の区間を運転する列車はわずかである。運転頻度は、セントラル駅 - ナンボー駅間が1-3時間間隔、ナンボー駅 - ギンピー・ノース駅間は1日1-2本である。
駅一覧
(ローマ・ストリート駅 - ) セントラル駅 - フォーティテュード・ヴァリー駅 - ボーエン・ヒルズ駅 - ▲Albion - ▲Wooloowin - ▲イーグル・ジャンクション駅 - ▲トゥーンブル駅 - ▲Nundah - ノースゲート駅 - ▲Virginia - ▲サンシャイン駅 - ▲Geebung - ▲Zillmere - ▲Carseldine - ▲Bald Hills - ▲Strathpine - ▲Bray Park - ▲Lawnton - Petrie - ▲Dakabin - ▲Narangba - ▲Burpengary - ▲Morayfield - カブルチャー駅 - Elimbah - Beerburrum - グラスハウス・マウンテンズ駅 - ビアワー駅 - ランズボロー駅 - ムールーラー駅 - Eudlo - Palmwoods - Woombye - ナンボー駅 - ヤンディーナ駅 - ユーマンディ駅 - クーロイ駅 - ポモナ駅 - クーラン駅 - Traveston - ギンピー・ノース駅
※カブルチャー線はカブルチャー駅まで。サンシャイン・コースト線は▲印の駅は通過。
ギンピー・ノース駅の先にもQRノース・コースト線の線路は続いているがシティートレインの定期列車は運行されていない。

### ビーンリー線およびゴールドコースト線
ビーンリー線 (Beenleigh Line) はブリスベン市のセントラル駅からQRゴールドコースト線の線路を経由して南方のローガン市 (en:Logan City) のビーンリー駅に至る41.1kmの系統である。ラインカラーは赤色。都心側はボーエン・ヒルズ駅を始終着とする列車があるほか、多くの列車がファーニー・グローブ線と直通する。郊外側は大半の列車がビーンリー駅を始終着とする。日中の運転間隔は30分間隔である。
このほか、イーロンピリー駅で分岐してイプスウィッチ線のコリンダ駅に至る支線系統がある。一部の列車はイプスウィッチ線と直通する。この支線は平日のピーク時のみの運転で、朝に3.5往復、夕方に1.5往復が運転される。土曜・休日は運休である。
ゴールドコースト線 (Gold Coast Line) はブリスベン市のセントラル駅からQRゴールドコースト線の線路を経由して南方のゴールドコースト市のバーシティ・レイクス駅に至る89.1kmの系統である。ラインカラーは金色。ビーンリー線と重複する区間は急行運転を行う。都心側はボーエン・ヒルズ駅を始終着とする列車があるほか、多くの列車がエアポート線と直通する。郊外側は全列車がバーシティ・レイクス駅始終着である。日中の運転間隔は30分間隔である。
駅一覧
- (ボーエン・ヒルズ駅 - フォーティテュード・ヴァリー駅 - ) セントラル駅 - ローマ・ストリート駅 - サウス・ブリスベン駅 - サウス・バンク駅 - パーク･ロード駅 - ▲ダットン･パーク駅 - ▲フェアフィールド駅 - ▲イェロンガ駅 - ▲イーロンピリー駅 (>>コリンダ駅方面) - ▲ムールーカ駅 - ▲ロックレア駅 - ▲ソールズベリー駅 - クーパーズ・プレーンズ駅 - ▲Banoon - ▲サニーバンク駅 - ▲Altandi - ▲Runcorn - ▲Fruitgrove - ▲Kuraby - ▲Trinder Park - ▲Woodridge - ▲キングストン駅 - Loganlea - ▲Bethania - ▲Edens Landing - ▲Holmview - ビーンリー駅 - Ormeau - クーメラ駅 - ヘレンズベール駅 - ネラング駅 - ロビーナ駅 - バーシティ・レイクス駅
- ※ビーンリー線はビーンリー駅まで。ゴールドコースト線は▲印の駅は通過。
- 支線: (セントラル駅方面<<) イーロンピリー駅 - Tennyson - コリンダ駅

### ファーニー・グローブ線
ファーニー・グローブ線 (Ferny Grove Line) はブリスベン市のセントラル駅からQRノース・コースト線の線路を経由しボーエン・ヒルズ駅で西に分岐して北西部の同市のファーニー・グローブ駅に至る16.1kmの系統である。ラインカラーは赤色。都心側はローマ・ストリート駅を始終着とする列車があるほか、多くの列車がビーンリー線と直通する。郊外側は大半の列車がファーニー・グローブ駅を始終着とする。日中の運転間隔は30分間隔である。
駅一覧
(ローマ・ストリート駅 - ) セントラル駅 - フォーティテュード・ヴァリー駅 - ボーエン・ヒルズ駅 - Windsor - Wilston - Newmarket - Alderley - エノゲラ駅 - Gaythorne - ミッチェルトン駅  - オクスフォード・パーク駅 - Grovely - ケッペラ駅 - ファーニー・グローブ駅

### エアポート線
エアポート線 (Airport Line) はブリスベン市のセントラル駅からQRノース・コースト線の線路を経由しイーグル・ジャンクション駅の先（トゥーンブル駅の手前）で接続するエアトレインの路線に乗り入れる7.9kmの系統である（乗り入れ先のブリスベン空港までのエアトレインの区間を含めた距離は15.9km）。ラインカラーは金色。都心側はローマ・ストリート駅を始終着とする列車があるほか、多くの列車がゴールドコースト線と直通する。郊外側は全列車がエアトレインと直通する。日中の運転間隔は30分間隔である。
駅一覧
(ローマ・ストリート駅 - ) セントラル駅 - フォーティテュード・ヴァリー駅 - ボーエン・ヒルズ駅 - ▲Albion - ▲Wooloowin - イーグル・ジャンクション駅 - (>>エアトレイン)
※ボーエン・ヒルズ駅 - イーグル・ジャンクション駅間の途中の▲印の駅は通過。

### クリーブランド線
クリーブランド線 (Cleveland Line) はブリスベン市のセントラル駅からQRゴールドコースト線の線路を経由しパーク･ロード駅で東に分岐して東南東部のレッドランド市 (en:Redland City) のクリーブランド駅に至る37.3kmの系統である。ラインカラーは紫色。都心側は多くの列車がボーエン・ヒルズ駅を始終着とするほか、一部の列車がドゥーンベン線と直通する。日中の運転間隔は30分間隔である。
駅一覧
(ボーエン・ヒルズ駅 - フォーティテュード・ヴァリー駅 - ) セントラル駅 - ローマ・ストリート駅 - サウス・ブリスベン駅 - サウス・バンク駅 - パーク･ロード駅 - ブランダ駅 - Coorparoo - ノーマンパーク駅 - Morningside - キャノン・ヒル駅 - Murarrie - Hemmant - リンダム駅 - ウィナム・ノース駅 - ウィナム駅 - ウィナム・セントラル駅 - マンリー駅 - ロタ駅 - Thorneside - Birkdale - ウェリントン・ポイント駅 - Ormiston - クリーブランド駅

### ドゥーンベン線
ドゥーンベン線 (Doomben Line) はブリスベン市のセントラル駅からQRノース・コースト線の線路を経由しイーグル・ジャンクション駅で東に分岐して東北東部の同市のドゥーンベン駅に至る9.9kmの系統である。ラインカラーは紫色。都心側はローマ・ストリート駅を始終着とする列車があるほか、多くの列車が クリーブランド線と直通する。郊外側は全列車がドゥーンベン駅始終着である。日中の運転間隔は、平日は1時間間隔、土曜は30分-3時間30分間隔で、休日は運休である。
駅一覧
(ローマ・ストリート駅 - ) セントラル駅 - フォーティテュード・ヴァリー駅 - ボーエン・ヒルズ駅 - Albion - Wooloowin - イーグル・ジャンクション駅 - クレイフィールド駅 - ヘンドラ駅 - アスコット駅 - ドゥーンベン駅
ドゥーンベン駅の先にもQRの線路は続いているがシティートレインの定期列車は運行されていない。

### ショーンクリフ線
ショーンクリフ線 (Shorncliffe Line) はブリスベン市のセントラル駅からQRノース・コースト線の線路を経由しノースゲート駅で北東に分岐して北北東部の同市のショーンクリフ駅に至る20.7kmの系統である。ラインカラーは青色。都心側はローマ・ストリート駅を始終着とする列車があるほか、多くの列車が平日はイプスウィッチ線と直通し土曜・休日はサウス・バンク駅を始終着とする。日中の運転間隔は30分間隔である。
駅一覧
(サウス・バンク駅 - サウス・ブリスベン駅 - ローマ・ストリート駅 - ) セントラル駅 - フォーティテュード・ヴァリー駅 - ボーエン・ヒルズ駅 - Albion - Wooloowin - イーグル・ジャンクション駅 - トゥーンブル駅 - Nundah - ノースゲート駅 - Bindha - Banyo - ヌディー駅 - ブーンドール駅 - ノース・ブーンドール駅 - Deagon - サンドゲイト駅 - ショーンクリフ駅

### エキシビション線
エキシビション線 (Exhibition Line) はブリスベン中心部で環状運転を行う約7kmの系統である。ラインカラーは灰色。臨時駅であるエキシビション駅への輸送を担う系統で、ローマ・ストリート駅 - セントラル駅 - ボーエン・ヒルズ駅間は他の系統と重複する。エッカなどのイベント開催期間のみ運行される。
駅一覧
セントラル駅 - フォーティテュード・ヴァリー駅 - ▲ボーエン・ヒルズ駅 - エキシビション駅 - ローマ・ストリート駅 - セントラル駅
※配線の都合で▲印のボーエン・ヒルズ駅は通過。

## 歴史
クイーンズランド州で最初の鉄道はブリスベンではなくイプスウィッチ駅 - グランドチェスター駅間で1865年に開業し、1875年にアルバート橋の開通によりブリスベンまで路線がつながった。
郊外路線網の電化の開始は1950年に承認されたが、1957年に州政府が交代すると1959年に計画は放棄された。再び電化の話が持ち上がるのは1970年代になってからで、1975年に契約された。1979年11月17日にダラ駅 - ファーニー・グローブ駅間が最初の電化路線として開業した。1988年までに電化が完成し、その後も路線の延長や車両の増備が行われた。
最初はクイーンズランド鉄道の名称で運行していたが1990年代からシティートレインの名称が使われている。